# Zeche Höhne
Die Zeche Höhne im Bochumer Stadtteil Weitmar ist ein ehemaliges Steinkohlenbergwerk. Die Zeche war eine Kleinzeche und wurde wenige Jahre nach der Inbetriebnahme umbenannt in Zeche Lucia. Die Zeche befand sich an der Hattinger Straße 535a Ecke Am Buchenhain und war nur wenige Jahre in Betrieb.

## Bergwerksgeschichte
Am 17. November des Jahres 1947 wurde das Bergwerk knappschaftlich angemeldet. Besitzer des Stollens war Otto Höhne. Im April des Jahres 1948 wurde die Zeche als Kohlenschürfbetrieb in Betrieb genommen. Im Jahr 1950 wurden von 21 Bergleuten 2874 Tonnen Steinkohle gefördert. Im Jahr 1951 wurde die Zeche Höhne umbenannt in Zeche Lucia. Gleichzeitig mit der Umbenennung erfolgte auch ein Besitzerwechsel, neuer Besitzer war die Middelanis & Co GmbH. Im selben Jahr wurden von 24 Bergleuten 7101 Tonnen Steinkohle gefördert. Im Jahr 1955 förderten 25 Bergleute 8394 Tonnen Steinkohle. Im Jahr darauf wurde ein tonnlägiger Schacht abgeteuft. Im Jahr 1960 stieg die Förderung auf 31.570 Tonnen Steinkohle, diese Förderung wurde von 82 Bergleuten erbracht. Im Jahr 1962 wurde die maximale Förderung des Bergwerks erbracht, sie betrug 46.671 Tonnen Steinkohle. Die Förderung wurde von 84 Bergleuten erbracht. Am 12. Dezember des Jahres 1964 wurde die Förderung auf dem Bergwerk eingestellt. Bis zu diesem Zeitpunkt war von 57 Bergleuten eine Jahresförderung von 37.287 Tonnen Steinkohle erbracht worden. Am 30. Dezember desselben Jahres wurde das Bergwerk stillgelegt.